# Borregos Salvajes, Campus Monterrey
El equipo representativo de fútbol americano del Instituto Tecnológico y de Estudios Superiores de Monterrey Campus Monterrey es denominado Borregos Salvajes. Debido a que el Tecnológico de Monterrey cuenta con varios equipos de diferentes campus en la Liga ONEFA, se suele distinguir al equipo como Borregos Monterrey, para diferenciarlo de los representativos de los campus Ciudad de México, Estado de México, Puebla, Guadalajara y Querétaro.

## Fundación
El fútbol americano es un deporte que ha estado ligado al Tecnológico de Monterrey prácticamente desde su fundación. La historia de la escuadra de la institución se remonta más de 70 años atrás (1945), cuando a invitación hecha por la Universidad Autónoma de Nuevo León (que también acababa de fundar su propia escuadra), un grupo de jóvenes estudiantes del ITESM junto al Ing. Roberto Guajardo Suárez (rector del instituto en aquella época) deciden fundar el equipo de fútbol americano –que a la postre se convertiría en el mejor de la liga en las últimas décadas. 
De esta manera nacía no sólo el equipo de Tecnológico de Monterrey, sino uno de los partidos clásicos en la liga universitaria de fútbol americano (ONEFA).
El primer entrenador de la escuadra fue Alejandro Solís Carranco, y fue contratado en específico para hacer frente al compromiso ante la UANL. El equipo solo contaba con 14 jugadores y entre sus características se encuentra el que todos ellos jugaban roles ofensivos y defensivos. 
Así, siendo poco más que una escuadra de aficionados, se llevaría a cabo el primer juego del equipo, en el que perderían ante el equipo de la UANL, con un marcador 12 – 7. El partido se llevó a cabo en el Parque Cuauhtémoc y Famosa – ya que ninguno de los dos equipos contaba con una cancha (ni siquiera de entrenamiento).

### Head Coach y Coordinador Defensivo César Enrique Martínez Sánchez (Dic. 2013- hasta la fecha)
Con 21 años de experiencia dentro del fútbol americano estudiantil y tras seis años como head coach del Tec Campus Ciudad de México, el entrenador César Enrique Martínez Sánchez regresa en el 2012 a su casa, el Tecnológico de Monterrey, Campus Monterrey.
Nacido en Monterrey, Nuevo León el 15 de diciembre de 1967, Martínez Sánchez se inició en el deporte de las tacleadas en el club Águilas del Contry donde militó toda su etapa infantil, posteriormente fue jugador de los Borregos Salvajes en Liga Mayor, cuando el equipo regreso a la competencia nacional.
Martínez fue parte de la defensiva que fue tricampeona en la Conferencia Nacional de 1986 a 1988 y logró el regreso a la máxima división del fútbol americano en México y una vez terminada su etapa de jugador se integró al personal del head coach Frank González.
El entrenador César Martínez ha desempeñado varios cargos en el personal de coacheo de la defensiva, además de que fue coordinador defensivo de la Prepa Tec de 1996 al 99, fue entrenador en jefe de los Borregos de la categoría Intermedia Nacional de la ONEFA, donde fue tricampeón de 2002 a 2004.
Con el equipo de Liga Mayor colaboró a la obtención de ocho campeonatos nacionales, hasta que en el 2006 recibió la oportunidad de hacerse cargo del programa de fútbol americano del Tecnológico Campus Ciudad de México, con quienes estuvo hasta mayo del 2012.
En su primera temporada, Martínez guio al Tec CCM a semifinales en la ONEFA, donde perdió ante los Aztecas de la UDLAP, después batalló varias temporadas y en el 2010 en el debut de la Conferencia Premier llevó a los capitalinos a ganar su grupo con marca de 7-1, pero en la ronda de comodines perdió ante el Tec CEM.
En junio del 2012 regresa a defender los colores de los Borregos Salvajes del C. Mty, como entrenador de la secundaria ayudando en la obtención de su campeonato número 9 como entrenador de los lanudos.
En enero del 2013 es nombrado director del programa de fútbol americano substituyendo al entrenador más ganador de todos los tiempos, Frank González.

## Uniforme
Los colores del equipo son azul y blanco, colores que forman también parte del escudo del Tecnológico de Monterrey. A pesar de formar parte de la identidad de la escudra -y del Instituto- el azul y el blanco llegaron de forma fortuita a instalarse como símbolos institucionales, ya que la mezcla elegida en un principio para el uniforme eran el rojo y el blanco. 
Debido a que el primer partido se acercaba -contra la UANL- el Tecnológico eligió los colores rojo y blanco para el uniforme del equipo, pero el proveedor de tela -Guillermo Bremer- les informó que sus existencias de color rojo eran insuficientes para la demanda del equipo, así que se optó por el color azul debido a que sí había reservas suficientes de ese color de tela. Así el azul y el blanco se convirtieron no sólo en los distintivos del equipo de fútbol americano, sino del Instituto mismo, cuando este los adoptó en su escudo.

## El Borrego Salvaje (mascota)
El nombre del equipo, deriva también del primer partido disputado contra la UANL. En su viaje hacia el encuentro, los estudiantes se encontraron con un borrego pastando a la orilla del río Santa Catarina, y lo compraron a su dueño para que el animal fungiera cómo mascota de la escuadra.
De esta manera, el borrego se convertiría también en un símbolo del equipo y del Tecnológico de Monterrey. (TEC)
A partir de 1971 y bajo el mando del entrenador Gustavo Zavaleta, los Borregos del Tecnológico de Monterrey cambiaron su nombre a "Borregos Salvajes", cambio que sólo se aplicó al equipo representativo de Fútbol Americano ya que el resto de los deportes siguió llamándose "Borregos".

## Salida de la ONEFA
Antes del comienzo de la temporada 2008 de la ONEFA y bajo la iniciativa de los Pumas de La Universidad Autónoma de México y de las Águilas Blancas del IPN, la liga se divide en dos cuando estas dos universidades deciden no jugar contra equipos del TEC de Monterrey argumentando que los equipos del Tec de Monterrey rompían con el sentido amateur del fútbol americano a través de reclutamiento, becas y try outs. La ONEFA entonces se separó en 2, una llamada la Conferencia del Centro y otra llamada de los 6 Grandes, en la segunda era donde jugaban los 4 campus del TEC, los Tigres de La UANL y los Aztecas de la UDLA. En la temporada quedaron campeones los Salvajes en lo que fue un juego que será recordado por muchos por el gran nivel mostrado por ellos así como sus rivales de ciudad.
Para empezar la temporada 2009 , y esquinado por la falta de difusión de la conferencia en la que jugaban el año anterior, el Tecnológico de Monterrey tuvo la iniciativa de crear una liga paralela a la ONEFA, bajo esta iniciativa invitaba a equipos que no tuvieron la oportunidad de jugar en la Liga Mayor, sin embargo dicho proyecto no tuvo éxito , los TECs se quedaron sin Liga y se vieron obligados a crear un campeonato interTecs, el cual tiene poca audiencia y pocos patrocinios.
Después de abandonar la ONEFA e intentar fallidamente crear una liga diferente, a los diferentes equipos del Tec de Monterrey se les negó su reincorporación. A pesar de que Celestino García, representante del Tec mencionó que la Institución estaba dispuesta a ceder en los puntos como: "número de jugadores, reclutamiento, becas, try outs...." que habían sido la causa de disputa entre diversas universidades públicas y los equipos del TEC, al acusar la UNAM y el IPN al Tec de Monterrey de romper con el sentido amateur de la liga. 
En 2009 los equipos del Sistema TEC, organizaron un torneo interno llamado Torneo Borrego y el primer Tazón de las Estrellas. Para el 2010, se incorporarán a la Liga Premier CONADEIP y obtienen su primer campeonato en 2011 seguido del bicampeonato en el 2012.
Regularmente, los Borregos siguen manteniendo el Clásico Estudiantil como juego de pretemporada contra los Auténticos Tigres, el más reciente en 2019. Sin embargo, el que se realicen juegos de temporada regular entre los Borregos y equipos de la ONEFA ha tenido dificultades de lograrse. 

## Campeonatos
Campeón del último título nacional de la ONEFA en la temporada 2008. Es considerado como el equipo de mayor éxito de los últimos años, pues estuvo presente en 15 de las últimas 16 finales del torneo (1993-1994, 1996-2008) de la ONEFA, ganando 11 de ellas. Ha obtenido un total de 15 campeonatos nacionales y es considerado el segundo mejor equipo de la historia, solo detrás de los Pumas CU. En el 2011 obtuvo el campeonato de la Conferencia Premiere de la CONADEIP. Los campeonatos y sus entrenadores se enlistan a continuación:

## Equipo de animación
Es parte de la tradición de los Borregos Salvajes contar con su equipo de animación, el cual durante los partidos de fútbol americano anima al público logrando el apoyo de los mismos para beneficio de nuestro equipo.
Desde sus inicios en la década de los años 1950 hasta la actualidad, el equipo de animación de los Borregos Salvajes se ha caracterizado por contar con estudiantes del Tecnológico de Monterrey muy entusiastas y que comparten el amor por los colores azul y blanco del instituto, así como por los Borregos Salvajes. Cabe señalar, la participación de alumnas extranjeras originarias de Japón, Argentina, Corea, Estados Unidos, España y Venezuela.
Aparte de ser parte de los eventos deportivos que se celebran en el campus, el equipo ha participado como invitado especial en Campeonatos Nacionales de Porristas y en eventos deportivos en otras ciudades, así como ha acompañado a los Borregos a encuentros en los Estados Unidos. Esto sumado a la labor social que realizan apoyando causas en beneficio de los más necesitados de nuestra sociedad.
Por su dedicación y entrega el Equipo de Animación del Tecnológico de Monterrey es reconocido como uno de los mejores de México.

## Estadio

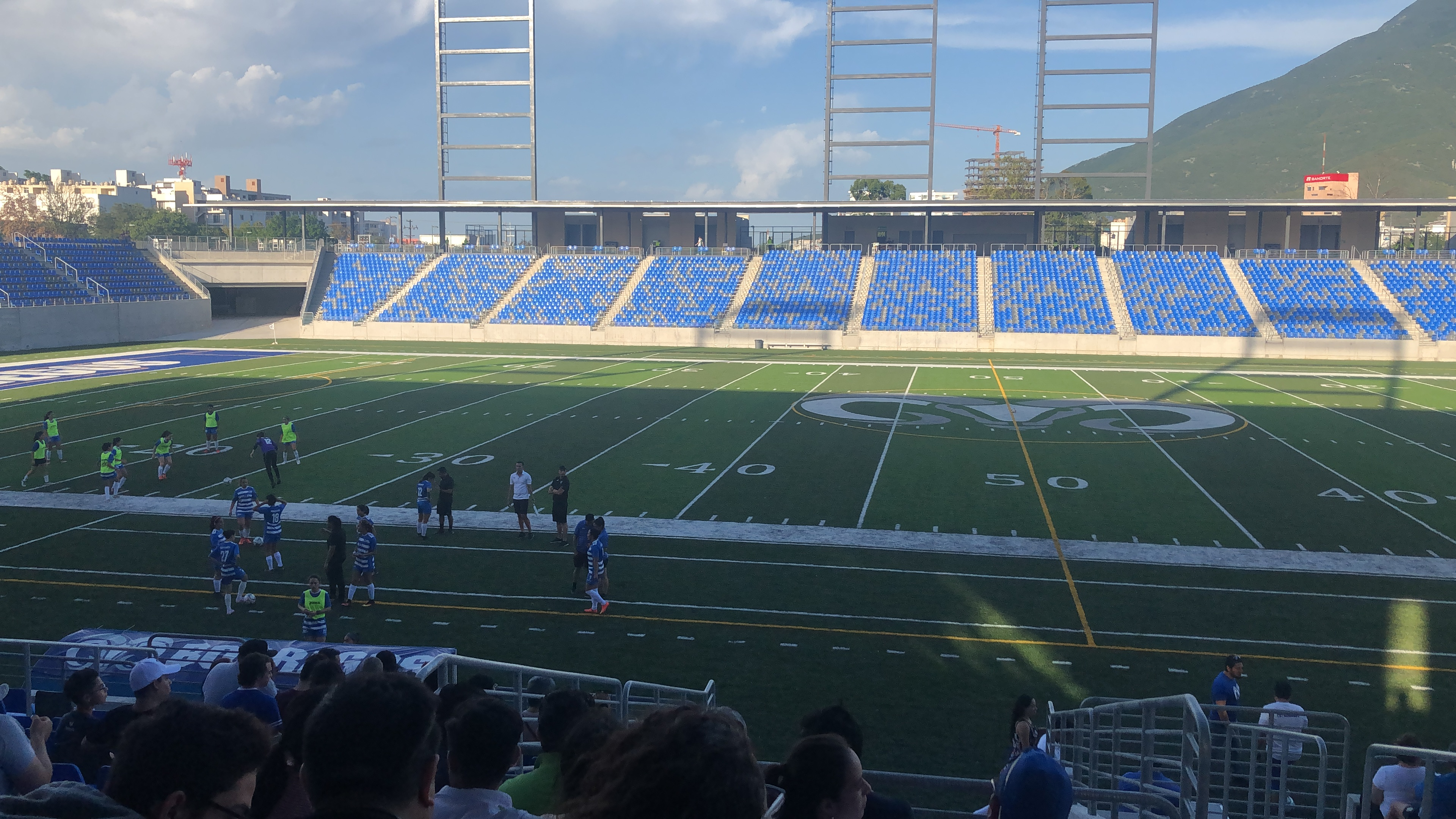
Estadio Borregos, 2019.

En 2019, se abrió el Estadio Borregos, la nueva casa de los Borregos Salvajes. Cuenta con una capacidad para más de 10,000 aficionados y fue inaugurado en un juego de exhibición entre Borregos Monterrey y los Thunderbirds de la UBC de Vancouver, Canadá. El marcador favoreció a los Borregos 24-17 sobre los Thunderbirds en mayo de 2019.
Anteriormente, con una capacidad de 33,000 lugares, la casa de la escuadra era el Estadio Tecnológico, ubicado junto al campus Monterrey. Ha sido objeto de 2 remodelaciones mayores. Construido en 1950 por el reconocido arquitecto Federico Velasco, el estadio ha recibido premios y reconocimientos por su diseño como el World Arq en 1973. Este recinto fue cerrado y demolido en 2017 donde a una cuadra, fue construido el nuevo Estadio Borregos.